# بابلو نيتو
بابلو نيتو (بالإسبانية: Pablo Nieto)‏ مواليد 4 يونيو 1980 في مدريد، هو متسابق دراجات نارية سابق إسباني. نافس في سباقات بطولة العالم لفئة 125 سي سي. أصبح لاحقا مديرا لفريق يضم فالنتينو روسي.

## سباقات فاز بها
- جائزة البرتغال الكبرى للدراجات النارية 2003 (فئة 125)

## وصلات خارجية
- بابلو نيتو على موقع MotoGP.com (الإنجليزية)

- الموقع الرسمي